# Algarve-Rundfahrt
Die Volta ao Algarve (dt. Algarve-Rundfahrt) ist ein portugiesisches Radrennen.
Sie wurde 1960 erstmals veranstaltet und startet seit 1977 jährlich. Die Rundfahrt wird in mehreren Etappen ausgetragen und findet in der portugiesischen Region Algarve statt. Seit 2005 zählt das Rennen zur UCI Europe Tour und war zunächst in die Kategorie 2.1 eingestuft. Rekordsieger sind der Portugiese Belmiro Silva und Remco Evenepoel, die die Rundfahrt jeweils dreimal für sich entscheiden konnten. Rekordetappensieger ist Cândido Barbosa mit 16 Etappensiegen. Alex Zülle und Tony Martin sind die einzigen Fahrer aus deutschsprachigen Ländern, die bisher gewinnen konnten. 2017 wurde sie in die Kategorie 2.HC klassiert und seit 2020 gehört sie zur UCI ProSeries.

## Palmarès
| Jahr | Sieger                      | Zweiter                  | Dritter                        |
| ---- | --------------------------- | ------------------------ | ------------------------------ |
| 1960 | José Manuel Marques         |                          |                                |
| 1961 | António Pisco               | José Manuel Marques      | Vitor Tenazinho                |
| 1977 | Belmiro Silva               | Adelino Teixeira         | João Marta                     |
| 1978 | Joaquim Andrade             | Fernando Mendes          | Adelino Teixeira               |
| 1979 | Firmino Bernardino          | Joaquim Andrade          | Adelino Teixeira               |
| 1980 | Firmino Bernardino          | Luís Vargues             | Alexandre Manuel Costa Ruas    |
| 1981 | Belmiro Silva               | Adelino Teixeira         | Luís Vargues                   |
| 1982 | Alexandre Manuel Costa Ruas | Fernando Sousa Fernandes | Marco Chagas                   |
| 1983 | Adelino Teixeira            | Belmiro Silva            | Eduardo Correia                |
| 1984 | Belmiro Silva               | Benedicto Ferreira       | Manuel Cunha                   |
| 1985 | Eduardo Correia             | Marco Chagas             | Belmiro Silva                  |
| 1986 | Manuel Cunha                | Marco Chagas             | António Pinto                  |
| 1987 | Manuel Cunha                | António Pinto            | Joachim Salgado                |
| 1988 | Joaquim Gomes               | Marco Chagas             | Joachim Salgado                |
| 1989 | Fernando Carvalho           | Marco Chagas             | Manuel Zeferino                |
| 1990 | Fernando Carvalho           | Delmino Pereira          | Manuel Cunha                   |
| 1991 | Joaquim Andrade             | Joaquim Gomes            | Manuel Correia                 |
| 1992 | Joaquim Gomes               | Manuel Luis Abreu Campos | Dariusz Bigos                  |
| 1993 | Cássio Freitas              | Fernando Carvalho        | Juan Carlos Martín Martínez    |
| 1994 | Vítor Gamito                | Cândido Barbosa          | Federico Muñoz                 |
| 1995 | Cássio Freitas              | Remigijus Lupeikis       | Joaquim Andrade                |
| 1996 | Alberto Amaral              | Jesús Blanco Villar      | Sérgio Rodrigues               |
| 1997 | Cândido Barbosa             | Cássio Freitas           | Luís Miguel Sarreira           |
| 1998 | Tomáš Konečný               | Grischa Niermann         | José Luis Rebollo Aguado       |
| 1999 | Melchor Mauri               | Cândido Barbosa          | David Plaza                    |
| 2000 | Alex Zülle                  | José Azevedo             | Andrei Petrowitsch Sintschenko |
| 2001 | Andrea Ferrigato            | José Azevedo             | Melchor Mauri                  |
| 2002 | Cândido Barbosa             | Alex Zülle               | George Hincapie                |
| 2003 | Claus Michael Møller        | Víctor Hugo Peña         | Pedro Cardoso                  |
| 2004 | Floyd Landis                | Víctor Hugo Peña         | Pedro Cardoso                  |
| 2005 | Hugo Sabido                 | Stuart O’Grady           | José Luis Rubiera              |
| 2006 | João Cabreira               | Gert Steegmans           | Robert Gesink                  |
| 2007 | Alessandro Petacchi         | René Haselbacher         | Tomas Vaitkus                  |
| 2008 | Stijn Devolder              | Sylvain Chavanel         | Tomas Vaitkus                  |
| 2009 | Alberto Contador            | Sylvain Chavanel         | Rubén Plaza                    |
| 2010 | Alberto Contador            | Luis León Sánchez        | Tiago Machado                  |
| 2011 | Tony Martin                 | Tejay van Garderen       | Lieuwe Westra                  |
| 2012 | Richie Porte                | Tony Martin              | Bradley Wiggins                |
| 2013 | Tony Martin                 | Michał Kwiatkowski       | Lieuwe Westra                  |
| 2014 | Michał Kwiatkowski          | Alberto Contador         | Rui Costa                      |
| 2015 | Geraint Thomas              | Michał Kwiatkowski       | Tiago Machado                  |
| 2016 | Geraint Thomas              | Ion Izagirre             | Alberto Contador               |
| 2017 | Primož Roglič               | Michał Kwiatkowski       | Tony Gallopin                  |
| 2018 | Michał Kwiatkowski          | Geraint Thomas           | Tejay van Garderen             |
| 2019 | Tadej Pogačar               | Søren Kragh Andersen     | Wout Poels                     |
| 2020 | Remco Evenepoel             | Maximilian Schachmann    | Miguel Ángel López             |
| 2021 | João Rodrigues              | Ethan Hayter             | Kasper Asgreen                 |
| 2022 | Remco Evenepoel             | Brandon McNulty          | Daniel Felipe Martínez         |
| 2023 | Daniel Felipe Martínez      | Filippo Ganna            | Ilan Van Wilder                |
| 2024 | Remco Evenepoel             | Daniel Felipe Martínez   | Jan Tratnik                    |
| 2025 | Jonas Vingegaard            | João Almeida             | Laurens De Plus                |